# Demogrupp
Demogrupp är en beteckning för en grupp människor aktiva inom demoscenen. En demogrupp består av flera olika sorters medlemmar, huvudsakligen – men inte nödvändigtvis – programmerare, grafiker och musiker. Demogrupper har funnits lika länge som demoscenen. 
Demogrupper brukar delta i tävlingar på demopartyn, där de genom bland annat demos visar upp vad de kan i programmering, musik och grafik. Förutom demos producerar vissa demogrupper även till exempel musikdiskar och diskmags.

## Demogrupper i urval

### Amiga
- Ad Arma
- Andromeda
- Anarchy
- Aurora
- The Black Lotus
- Candle
- Crack Force Five
- Dazzle
- Fairlight
- Grace
- Hades
- Haujobb
- iNSANE
- IRIS
- KESO
- Limited Edition
- Lemon. (Lemon dot)
- Logic Probe
- Loonies
- Melon Dezign
- Nah Kolor
- Nature
- North Star
- Northern Light
- Noxious
- Nukleus
- Phenomena
- PowerDrive
- Rebels
- Red Sector
- Sanity
- Scoopex
- The Silents
- Truancers
- Tulou
- Up Rough
- Yodel

### Atari
- Aggression
- Alien Cracking Formation (ACF)
- Brainless Institute
- The Carebears (TCB)
- Crystalic (CAC)
- Cruz
- Dead Hackers Society (DHS)
- Delta Force
- Dune
- Electra
- The Electronic Images
- The Exceptions (TEX)
- Flexible Front
- Ghost
- Hemoroids
- Impulse
- Inner Circle
- The Lost Boys (TLB)
- New Beat (NB)
- New Core
- NoCrew
- Omega
- The Overlanders (OVR)
- Scarface
- Scum Of The Earth (SOTE)
- Sector One
- Sync
- ULM
- Vector

### C64
- 1001 Crew
- Agile
- Antic
- Blackmail
- Booze Design
- Breeze
- Camelot
- Censor Design
- Cicen
- Computerbrains
- Crest
- Crystalic (CAC)
- Fairlight
- Flash Inc
- Focus
- Genesis Project
- Horizon
- Jewels
- The Judges
- Kaktus & Mahoney
- Light
- Megastyle
- Oxyron
- Plush
- Pretzel Logic
- Resource
- Science 451
- Scoop
- Smash Designs
- The Light Circle
- The Supply Team
- Triad
- Weird
- Wrath Designs
- Xakk

### MSX
- Bandwagon
- Mayhem
- The Metal Shadows (som senare blev Crystalic)

### PC
- Andromeda Software Development (ASD) (web) (pouet)
- Approximate (facebook) (pouet)
- BAFH (pouet)
- Byterapers (web) (pouet)
- Crystalic (CAC) (web) (pouet)
- Cascada (pouet)
- Candela (CNA) (pouet)
- Conspiracy (CNS) (web) (pouet)
- FairLight (FLT) (web) (pouet)
- Farbrausch (FR) (web) (pouet)
- Future Crew (FC) (pouet)
- Haujobb (HJB) (web) (pouet)
- Jolt Software Development (JOLT) (web) (pouet)
- NoooN (pouet)
- Orange (pouet)
- Rebels
- Spacepigs (pouet)
- The CodeBlasters (pouet)
- Threestate (web) (pouet)
- Triton (pouet)
- Ultraforce (web) (pouet)
- Yodel (web) (pouet)

### ZX Spectrum
- Castor Cracking Group
- Hooy Program
- K3L Corporation
- The Lords
- Phantasy
- Raww Arse